# Courant induit
 (décembre 2018).
Si vous disposez d'ouvrages ou d'articles de référence ou si vous connaissez des sites web de qualité traitant du thème abordé ici, merci de compléter l'article en donnant les références utiles à sa vérifiabilité et en les liant à la section « Notes et références ».
Le courant induit est un courant électrique qui, par ses effets, s'oppose aux causes qui lui ont donné naissance (loi de Lenz).

## Origine
L'origine de ce courant induit résulte de la variation d'un flux magnétique inducteur au travers d'un circuit fermé appelé induit.
La tension induite engendre alors un courant électrique (si celui-ci peut circuler) dit alors « courant induit » qui tend à s'opposer aux variations du flux magnétique inducteur (si le flux extérieur diminue, on ajoute un flux positif. Si le flux extérieur augmente, au contraire on ajoute une valeur négative).
Michael Faraday découvrit le phénomène d'induction en 1831. Il établit que la force électromotrice produite le long d'un chemin fermé est proportionnelle au taux de changement du flux magnétique.

## Théorème
Pour une bobine sujette à un changement de champ magnétique, la loi de Faraday pour l'induction établit que :
{\displaystyle \varepsilon ={-{d\Phi } \over dt}}
{\displaystyle U=-N{{d\Phi } \over dt}}
Avec :
- ε la force électromotrice en V ;
- N le nombre de spires de la bobine ;
- Φ le flux magnétique en Wb ;
- U la tension induite en V.

De plus, la loi de Lenz donne la direction de la force électromotrice induite.

## Applications
- Dans les générateurs d'électricité et en particulier une dynamo de vélo, où la rotation d'un aimant à l'intérieur d'une bobine, engendre un courant alternatif dans celle-ci, suffisant pour alimenter le système d'éclairage.
- Les moteurs électriques où l'on crée en alimentant en courant électrique un bobinage inducteur un champ électromagnétique variable, ce dernier engendre par induction des forces, mettant en mouvement l'induit.
- Dans les ampoules à LED, selon le montage du circuit électrique, le courant induit se manifeste par une persistance lumineuse faible des ampoules alors que le circuit est ouvert.
- Sur les cyclomoteurs, où le courant est généré grâce à un stator contenant plusieurs bobines, et à un rotor aimanté, qui permet de fournir l'énergie électrique nécessaire pour créer une étincelle à l'électrode de la bougie et enflammer le carburant, il produit aussi un courant électrique servant à alimenter les phares du véhicule
- L'expérience de Faraday sur le courant induit fut reprise par Einstein pour expliquer le lien entre champs électrique et magnétique. D'un point de vue relativiste ces deux entités n'en forment qu'une (onde électromagnétique), leur manifestation dépendant du référentiel utilisé lors de la mesure. En effet, on observe les mêmes conséquences expérimentales du point de vue d'un circuit fermé immobile dans un champ magnétique variable, ou de ce même circuit en mouvement dans un champ magnétique constant.